# 莫伊科瓦茨市鎮
42°57′31″N 19°34′35″E / 42.95861°N 19.57639°E
莫伊科瓦茨市鎮，是蒙特內哥羅的24個市镇之一，位於該國北部，行政中心为莫伊科瓦茨，面積367平方公里，2011年人口8,622，人口密度每平方公里23人。